# Municipio de Chapman (condado de Snyder)
El municipio de Chapman (en inglés: Chapman Township) es un municipio ubicado en el condado de Snyder en el estado estadounidense de Pensilvania. En el año 2000 tenía una población de 1.426 habitantes y una densidad poblacional de 41 personas por km².

## Geografía
El municipio de Chapman se encuentra ubicado en las coordenadas 40°41′00″N 76°55′59″O / 40.68333, -76.93306.

## Demografía
Según la Oficina del Censo en 2000 los ingresos medios por hogar en la localidad eran de $31,250 y los ingresos medios por familia eran $33,750. Los hombres tenían unos ingresos medios de $28,611 frente a los $19,211 para las mujeres. La renta per cápita para la localidad era de $12,632. Alrededor del 20,4% de la población estaban por debajo del umbral de pobreza.